# Текнікурі-Університеті
41°43′06″ пн. ш. 44°46′41″ сх. д. / 41.71833° пн. ш. 44.77806° сх. д.
Текнікурі-Університеті (груз. ტექნიკური უნივერსიტეტი)  — станція Сабурталінської лінії Тбіліського метрополітену, розташована між станціями Церетелі та Самедіціно-Університеті. До 2011 називалася Політекнікурі (პოლიტექნიკური), за колишньою назвою вишу.
У цій станції є два входи, один до Площі 26 травня і другий від вулиці Костава. Поруч з метро розташовані Грузинський технічний університет, Відділ статистики Грузії, Спортивний палац і готель «Holiday Inn Tbilisi».
Односклепінна станція глибокого закладення (Тбіліська односклепінна). Виходи з обох торців станції, обидва похилі ходи мають тристрічкові ескалатори.

## Ресурси Інтернету
- Тбіліський метрополітен(англ.)
- Тбіліський метрополітен(груз.)